# Яксічкі
Яксічкі (пол. Jaksiczki, нім. Vorwerk Klein Jakschitz) — село в Польщі, у гміні Іновроцлав Іновроцлавського повіту Куявсько-Поморського воєводства.
Населення — 149 осіб (2011).
У 1975-1998 роках село належало до Бидгощського воєводства.

## Демографія
Демографічна структура станом на 31 березня 2011 року:
|          | Загалом | Допрацездатний вік | Працездатний вік | Постпрацездатний вік |
| -------- | ------- | ------------------ | ---------------- | -------------------- |
| Чоловіки | 79      | 14                 | 57               | 8                    |
| Жінки    | 70      | 11                 | 47               | 12                   |
| Разом    | 149     | 25                 | 104              | 20                   |